# Autoridad de dominio
La autoridad de dominio (también conocida como liderazgo intelectual) de un sitio web describe su relevancia para un área temática o industria específica. Domain Authority es un puntaje de clasificación de motor de búsqueda desarrollado por Moz. Esta relevancia tiene un impacto directo en su clasificación por parte de los motores de búsqueda, que intentan evaluar la autoridad del dominio a través de algoritmos analíticos automatizados. La relevancia de la autoridad de dominio en la lista de sitios web en la página de resultados del motor de búsqueda ( SERP ) de los motores de búsqueda condujo al nacimiento de toda una industria de proveedores de Black Hat SEO, que intentaban fingir un mayor nivel de autoridad de dominio. La clasificación de los principales motores de búsqueda, por ejemplo, el PageRank de Google es independiente de la industria específica o áreas temáticas y evalúa un sitio web en el contexto de la totalidad de los sitios web en Internet. Los resultados en la página SERP establecen el PageRank en el contexto de una palabra clave específica. En un área temática menos competitiva, incluso los sitios web con un PageRank bajo pueden lograr una alta visibilidad en los motores de búsqueda, ya que los sitios mejor clasificados que coinciden con palabras de búsqueda específicas se posicionan en las primeras posiciones de las SERP.

## Dimensiones
La autoridad de dominio se puede describir a través de cuatro dimensiones:
1. Prestigio de un sitio web y sus autores
2. Calidad de la información presentada.
3. Información y centralidad del sitio web
4. Situación competitiva en torno a un tema.

El peso de estos factores varía en función del cuerpo de clasificación. Cuando los individuos juzgan la autoridad del dominio, los factores decisivos pueden incluir el prestigio de un sitio web, el prestigio de los autores contribuyentes en un dominio específico, la calidad y relevancia de la información en un sitio Web, la novedad del contenido, pero también la situación competitiva en torno al tema discutido o la calidad de los enlaces salientes. Varios motores de búsqueda (por ejemplo, Bing, Google, Yahoo) han desarrollado análisis automatizados y algoritmos de clasificación para la autoridad del dominio. A falta de "razonamiento humano" que permita juzgar directamente la calidad, hacen uso de parámetros complementarios como la información o el prestigio del sitio web y la centralidad desde una perspectiva gráfico-teórica, manifestada en la cantidad y calidad de los enlaces entrantes. El software como una compañía de servicios Moz.org ha desarrollado un algoritmo y una métrica de nivel ponderado, denominado "Domain Authority", que da predicciones sobre el rendimiento de un sitio web en los rankings de motores de búsqueda con un rango discriminatorio de 0 a 100.

## Prestigio del sitio web y los autores
Prestige identifica a los actores destacados de forma cualitativa y cuantitativa sobre la base de la teoría de Grafos. Un sitio web se considera un nodo. Su prestigio se define por la cantidad de nodos que tienen bordes dirigidos que apuntan en el sitio web y la calidad de esos nodos. La calidad de los nodos también se define a través de su prestigio. Esta definición asegura que un sitio web prestigioso no solo sea señalado por muchos otros sitios web sino que esos sitios web señaladores sean prestigiosos en sí mismos. Similar al prestigio de un sitio web, el prestigio de los autores contribuyentes se toma en consideración, casos, donde los autores son nombrados e identificados (por ejemplo, con su perfil de Twitter). En este caso, el prestigio se mide con el prestigio de los autores que los citan o se refieren a ellos y la cantidad de referencias que reciben estos autores. Los motores de búsqueda utilizan factores adicionales para examinar el prestigio de los sitios web. Para hacerlo, el PageRank de Google analiza factores como la diversificación de enlaces y la dinámica de enlaces: cuando demasiados enlaces provienen del mismo dominio o del mismo webmaster, existe el riesgo de un black hat SEO. Cuando los backlinks crecen rápidamente, esto alimenta la sospecha de spam o black hat SEO como origen. Además, Google analiza factores como la disponibilidad pública de la información whoIs del propietario del dominio, el uso de dominios globales de nivel superior, la antigüedad del dominio y la volatilidad de la propiedad para evaluar su prestigio aparente. Por último, los motores de búsqueda analizan el tráfico y la cantidad de búsquedas orgánicas de un sitio, ya que la cantidad de tráfico debe ser congruente con el nivel de prestigio que tiene un sitio web en un determinado dominio.

## Calidad de la información
La calidad de la información describe el valor que la información proporciona al lector. Wang y Strong clasifican las dimensiones evaluables de la información en intrínsecas ( precisión, objetividad, credibilidad, reputación), contextuales (relevancia, valor agregado /autenticidad, atemporalidad, integridad, cantidad), representativas (interpretabilidad, formato, coherencia, compatibilidad) y accesibles (accesibilidad y seguridad de acceso). Los humanos pueden basar sus juicios en la calidad basada en la experiencia al juzgar el contenido, el estilo y la corrección gramatical. Los sistemas de información como los motores de búsqueda necesitan medios indirectos, que permitan concluir sobre la calidad de la información. En 2015, el algoritmo PageRank de Google tomó aproximadamente 200 factores de clasificación incluidos en un algoritmo de aprendizaje para evaluar la calidad de la información.

## Centralidad de un sitio web
Los actores destacados tienen relaciones extensas y vivas con otros actores (destacados). Esto los hace más visibles y el contenido más relevante, interrelacionado y útil. Desde el punto de vista de la teoría de grafos, la centralidad describe relaciones unidireccionales, sin distinguir entre la recepción y el envío de información. Desde este punto de vista, comprende los enlaces entrantes considerados en la definición de "prestigio" complementados con enlaces salientes. Otra distinción entre prestigio y centralidad es que la medida del prestigio cuenta para un sitio web completo o un autor, mientras que la centralidad puede considerarse a un nivel más granular, como una entrada de blog individual. Los motores de búsqueda se fijan en varios factores para evaluar la calidad de los enlaces salientes, es decir, en la centralidad de los enlaces, que describe la calidad y cantidad, así como la relevancia de los enlaces salientes y el prestigio de su destino. También se fijan en la frecuencia de publicación de nuevos contenidos ("frescura de la información") para asegurarse de que el sitio web sigue siendo un participante activo en la comunidad.

## Situación competitiva en torno a un tema
La autoridad de dominio que alcanza un sitio web no es el único factor que define su posicionamiento en las SERPs de los buscadores. El segundo factor importante es la competitividad de un sector específico. Temas como el SEO son muy competitivos. Un sitio web debe superar el prestigio de los sitios web de la competencia para lograr la autoridad de dominio. Este prestigio, en relación con otros sitios web, se puede definir como "autoridad de dominio relativa".